# Исторический компромисс
«Исторический компромисс» (итал. Compromesso storico) — политическая линия, выдвинутая Национальным секретарём Итальянской коммунистической партии (ИКП) Энрико Берлингуэром в 1973 году на основе анализа событий в Чили и проводимая им до начала 80-х годов. Составная часть политики и практики еврокоммунизма.
Согласно идеям Берлингуэра, ИКП в условиях значительного роста политического экстремизма в стране и существования угрозы неофашистского переворота должна бороться, в первую очередь, за сохранение либеральной демократии и существующей политической системы, гарантирующей основные демократические свободы, для чего необходимо сблизить позиции с правящей Христианско-демократической партией (ХДП) и поддержать формируемые ею правительства (в идеальной ситуации — добиться вхождения в них представителей ИКП).
Политика «исторического компромисса» привела к значительному росту поддержки ИКП на региональных выборах 1975 года и парламентских 1976 года (на которых партия уверенно заняла второе место с серьёзным отрывом от Итальянской социалистической партии (ИСП)), однако не получила ожидаемого отклика в ХДП (за сотрудничество с коммунистами из влиятельных её руководителей выступил только Альдо Моро, вскоре убитый «Красными бригадами»), которая предпочла вновь сформировать правительство с участием социалистов, социал-демократов, либералов и республиканцев (т. н. «Пентопартито»), не пропустив туда представителей ИКП.

## Причины
В 1944 году Пальмиро Тольятти (получив согласие Сталина и Димитрова) провозгласил т.н. «Салернский поворот», в соответствии с которым Коммунистическая партия Италии (легализовавшаяся в ходе борьбы с фашистским режимом Муссолини как Итальянская коммунистическая партия и фактически являвшейся ведущей силой в Комитете национального освобождения) соглашается поддержать правое правительство Пьетро Бадольо при условии, что оно проведёт демократические реформы и включит в свой состав нескольких коммунистов. Нуждавшийся в поддержке сил Сопротивления (в котором ИКП имела наиболее крупные и дисциплинированные подразделения, особенно во всё ещё прочно контролируемой фашистами Северной Италии) Бадольо согласился на предложение Тольятти и включил его самого в состав Совета министров Италии в качестве министра без портфеля. В послевоенных кабинетах Иваноэ Бономи, Феруччо Парри (в последний вошли ещё 2 коммуниста) и Альчиде де Гаспери Тольятти занимал посты министра без портфеля, министра юстиции и заместителя Председателя Совета министров.
Однако в 1947 году, после начала Холодной войны и принятия Италией «плана Маршалла», одним из условий которого было исключение из правительств стран-получателей помощи по нему представителей коммунистических партий, ИКП была выведена из состава правящей коалиции и перешла в оппозицию. Несмотря на то, что со второй половины 50-х годов (особенно под влиянием XX съезда КПСС) партия начала значительно пересматривать свои идеологические положения, а также твёрдо сохраняла поддержку электората в индустриально развитом центре и севере Италии (где ИКП даже возглавляла ряд коммун или имела большинство в органах местного самоуправления) и постоянно улучшала свои результаты на парламентских выборах, она была лишена доступа в правительство. Это, в том числе, являлось частью проводимой американскими спецслужбами операции «Гладио», направленной на дестабилизацию политической обстановки в Италии с целью усиления её зависимости от НАТО.
События 1968 года сказались на ИКП двойственно — с одной стороны, партия выступала за сохранение существующей политической системы страны и общественного порядка, с другой — оказывала информационную поддержку «новым левым» и проводила курс на сближение с ними. Заметно укрепилось влияние ИКП в католической, рабочей и молодёжной среде, начался рост её поддержки в традиционно настроенных консервативно южных регионах Италии, где до этого безоговорочно лидировала Христианско-демократическая партия, возобновился прерванный после 1947 года рост её численности (на пике достигший отметки в 2 млн. человек, что являлось лучшим показателем для левого движения Западной Европы). К началу периода «свинцовых семидесятых» ИКП представляла собой ведущую оппозиционную силу страны.
В 1969 году новый Национальный секретарь ИКП Энрико Берлингуэр предложил правящим христианским демократам возобновить сотрудничество между ХДП и ИКП, как это было во время «Салернского поворота», чтобы прервать так называемое conventio ad excludendum — негласное соглашение между партиями правящей коалиции (ХДП, ИСП, ИСДП, ИЛП и ИРП), направленное на ограничение роли ИКП в политической системе Италии. Реакции ХДП на это предложение не последовало.
Внимание Берлингуэра привлекли события в Чили, чья политическая система была во-многом похожа на итальянскую — правящая Христианско-демократическая партия сдерживала рост влияния левых сил страны, объединившихся в коалицию «Народное единство», ведущую роль в которой играл союз Социалистической и Коммунистической партий, выступавших за мирное преобразование общества. В отличие от Италии (где союз коммунистов и социалистов развалился после резкой критики со стороны ИСП силового подавления венгерского мятежа 1956 года), чилийская левая коалиция более-менее сохраняла сплочённость и на парламентских выборах 1969 года смогла существенно укрепить свои позиции, а после — с трудом, но договориться о выдвижении единого кандидата на президентские выборы годом спустя (в чём решающую роль сыграл пример кандидата от коммунистов Пабло Неруды, первым снявшим свою кандидатуру и призвавшим к тому остальных, чтобы добиться консолидации оппозиционного электората вокруг одного общего кандидата) — социалиста Сальвадора Альенде, который одержал победу над представителем правых сил Хорхе Алессандри, получив в последний момент оговорённую большим количеством жёстких условий поддержку со стороны христианских демократов. Берлингуэр воспринял это, как доказательство реализуемости союза между коммунистами и демохристианами (хотя вскоре ХДП перейдёт в непримиримую оппозицию к Альенде и будет активно способствовать его противникам).
После свержения и убийства президента Альенде группой военных заговорщиков генерала Пиночета, осуществивших 11 сентября 1973 года государственный переворот при поддержке США, Энрико Берлингуэр написал эссе «Размышления об Италии после фактов Чили», опубликованное в теоретическом органе ЦК ИКП журнале «Ринашита» в виде трёх статей с 28 сентября по 12 октября. В этой работе он, проанализировав произошедшие в латиноамериканской стране события, сделал вывод — «Народное единство» не смогло удержать власть и получить поддержку среднего класса, которая позволила бы ему не дать правым силам создать устойчивую электоральную базу, потому что не сумело создать парламентское большинство с участием ХДП. Он писал: «Было бы совершенно иллюзорным думать, что, даже если бы партиям и левым силам удалось набрать 51 процент голосов и парламентское представительство [...], этот факт гарантировал бы выживание и работу партии, правительство, которое выражало бы этот 51 процент», исходя из чего, по мнению Берлингуэра, требовалось найти точки соприкосновения между двумя ведущими политическими силами Италии — ХДП и ИКП (на последних к тому времени парламентских выборах 1972 года в совокупности получивших 65% голосов избирателей) — с целью пресечения консолидации правых сил и попытки государственного переворота с их стороны (вероятность которой на волне значительного роста популярности легальной неофашистской партии MSI и разных нелегальных праворадикальных организаций все 70-е годы была реальной угрозой для политической системы Италии, что подтвердил мятеж в Реджо-ди-Калабрия).

## Попытка достижения и провал
Идея Берлингуэра, фундаментально связанная с проводимой им на посту руководителя партии политикой еврокоммунизма, не нашла одобрения в левом крыле ИКП. Сторонники ортодоксального марксизма-ленинизма полагали, что «исторический компромисс» окончательно приведёт к превращению ИКП в партию парламентского типа, не заинтересованную в какой-либо борьбе за власть. Более левые группы (в основном, придерживающиеся маоизма или близких к нему взглядов) в ответ вышли из партии и создали «Пролетарскую демократию», оттянувшую от ИКП немалую часть радикально настроенного электората. С другой стороны, правое крыло партии одобрило новую линию в отношении ХДП (в частности, её сторонником был Джорджо Наполитано), а в состав ИКП вошла центристская Итальянская социалистическая партия пролетарского единства.
Итальянская социалистическая партия в лице Беттино Кракси и Риккардо Ломбарди подвергла критике предложение Берлингуэра, усмотрев в нём исключительно попытку переманить к коммунистам левоцентристский электорат, традиционно поддерживающий ИСП. Единственное, на что были согласны социалисты — если ИКП при голосовании за кандидатуру премьера поддержит их представителя, но даже в этом случае она только получит возможность войти в правительственную коалицию без прямого участия в работе Совета министров.
В руководстве самой Христианско-демократической партии, к которой был адресован призыв Берлингуэра, его поддержали только почётный глава ХДП Альдо Моро и её секретарь Бениньо Закканнини, представлявшие её левоцентристское крыло. Большая часть христианских демократов либо проигнорировала идею «исторического компромисса», либо выступила против неё. Джулио Андреотти, один из лидеров ХДП, в интервью заявил: «На мой взгляд, исторический компромисс является результатом глубокой идеологической, культурной, программной и исторической неразберихи. И на практике это привело бы к сумме двух бед: клерикализма и коммунистического коллективизма».
Парламентские выборы 20 июня 1976 года привели к значительному росту поддержки ИКП (улучшившей свои показатели на 7,3 процентных пункта и получившей 34,37% голосов, что дало ей 228 мандатов в Палате депутатов и 22 в Сенате), некоторому снижению голосов за ИСП и полному разгрому Итальянской либеральной партии, потерявшей 3/4 мест в парламенте. Энрико Берлингуэр, комментируя первые данные, поступающие с избирательных участков в ночь с 20 на 21 июня, сказал: «Товарищи, я думаю, вы уже знаете признаки, которые вытекают из первых результатов. Если говорить строго в количественном выражении, то мы переходим от представления чуть более четверти электората в 1972 году к стабильному представлению, имеющему глубокие корни, трети электората. Каждый третий итальянец голосует за коммунистов!». В ответ Индро Монтанелли призвал тех итальянцев, что ещё не определились с выбором, консолидировано голосовать за ХДП, чтобы не пропустить коммунистов в власти. На следующий день Национальный секретариат ИКП сообщил, что, помимо традиционного «красного пояса» (Тоскана, Эмилия-Романья, Умбрия, Марке), коммунисты одерживают верх также в Лацио, Кампании, Лигурии и Валле-д'Аоста.
«Многие истолковали наши предложения во время избирательной кампании как стремление участвовать в правительстве, — говорил Берлингуэр в интервью после выборов. — Это правда, мы сделали это предложение в интересах страны, но мы не делаем этого как односторонний порыв. Мы хотим услышать, какие предложения сделают другие стороны, в первую очередь ХДП и ИСП. Тогда будем решать».
Однако ХДП в очередной раз сформировала правительство с участием своих традиционных партнёров по коалиции, но среди её руководства начались разногласия. 3 июля Закканнини на заседании руководства ХДП предложил «собрать все партии конституционной арки», включая ИКП, и раскритиковал тех, кто выступил за продолжение старой политики игнорирования в отношении неё. В качестве ответного шага на «исторический компромисс», он предложил заменить на посту Председателя Палаты депутатов социалиста Сандро Пертини на коммуниста Пьетро Инграо. Активные попытки Альдо Моро добиться сближения между ХДП и ИКП на платформе борьбы с политическим экстремизмом (в частности, неоднократные встречи с Энрико Берлингуэром, Джорджо Наполитано, Джорджо Амендолой и другими руководителями компартии) привели к согласию последней поддержать кандидатуру христианского демократа Андреотти на пост премьера в обмен на включение коммунистов в состав нового коалиционного правительства (на что сам Андреотти при поддержке большинства руководства партий-членов «Пентопартито» идти не хотел, но Моро дал Берлингуэру слово, что добьётся принятия этого решения). 16 марта 1978 года, в день дебатов о доверии новому правительству, Моро (собиравшийся отстаивать необходимость формирования кабинета с участием коммунистов) по пути на них был похищен боевиками «Красных бригад» и после убит ими (при этом руководство ХДП и ИСП, вместе с премьером Андреотти, не предпринимало усилий для его вызволения, из-за чего даже у самих членов BR появилось мнение, что кому-то было выгодно, чтобы Моро погиб). Это побудило ИКП согласиться поддержать правительство Андреотти в парламенте в целях консолидации общества.
Примерно через год ИКП вновь перешла в оппозицию к ХДП, не наблюдая никакого воздействия своих предложений на решения правительства. В феврале 1980 года на XIV съезде Христианско-демократической партии противники сотрудничества с ИКП во главе с Аминторе Фанфани получили 57,7 % голосов делегатов, сторонники «исторического компромисса» во главе с Бениньо Закканнини, оставшиеся без поддержки влиятельного Альдо Моро, получили лишь 42,3 %. Это исключало продолжение «исторического компромисса».
Берлингуэр попытался договориться с новым секретарём ХДП Фламинио Пикколи о продолжении сотрудничества между партиями, но безуспешно. Усилилось сопротивление «историческому компромиссу» и в рядах самой ИКП, результаты партии на муниципальных выборах 1978 года и внеочередных парламентских выборах 1979 года начали ощутимо ухудшаться (почти на 4 процентных пункта), что говорило о снижении поддержки партии со стороны католического и радикально настроенного электората.
28 ноября 1980 года Энрико Берлингуэр признал, что линия на «исторический компромисс» потерпела поражение. Он заявил, что ИКП начинает формирование «демократической альтернативы», целью которой является создание большинства, исключающего ХДП.
В отличие от Италии, в Республике Сан-Марино (политические партии которой испытывали крупное влияние своих итальянских аналогов) в 1986 году местные коммунисты успешно смогли сформировать правящую коалицию с христианскими демократами (разорвав существовавшее с 1978 года коалиционное соглашение с Социалистической и Объединённой Социалистической партиями). Коалиция просуществует до марта 1992 года, когда после преобразования Сан-маринской коммунистической партии в Сан-маринскую прогрессивную демократическую партию СМХДП разорвёт соглашение с ней и сформирует новую правящую коалицию с социалистами.